# Mykwa w Ciężkowicach
Mykwa w Ciężkowicach – znajduje się u zbiegu obecnych ulic 3-go Maja i Spadzistej. Po II wojnie światowej pełniła (do lat 60. XX wieku) funkcję łaźni publicznej po czym została przebudowana na prywatny warsztat i sklep.